# Gehlsbach (gemeente)
Gehlsbach is een Duitse gemeente in de deelstaat Mecklenburg-Voor-Pommeren, die op 1 januari 2014 ontstond uit de fusie van de gemeenten Karbow-Vietlübbe en Wahlstorf. De gemeente is vernoemd naar de rivier Gehlsbach en maakt deel uit van de Landkreis Ludwigslust-Parchim. Gehlsbach telt circa 500 inwoners (stand 31 december 2012) en heeft een oppervlakte van 33,12 km². De gemeente wordt vanuit het Amt Eldenburg Lübz bestuurd.

## Indeling
De gemeente kent de volgende ortsteile:
- Darß
- Hof Karbow
- Karbow
- Quaßlin
- Quaßliner Mühle
- Sandkrug
- Vietlübbe
- Wahlstorf

## Galerij

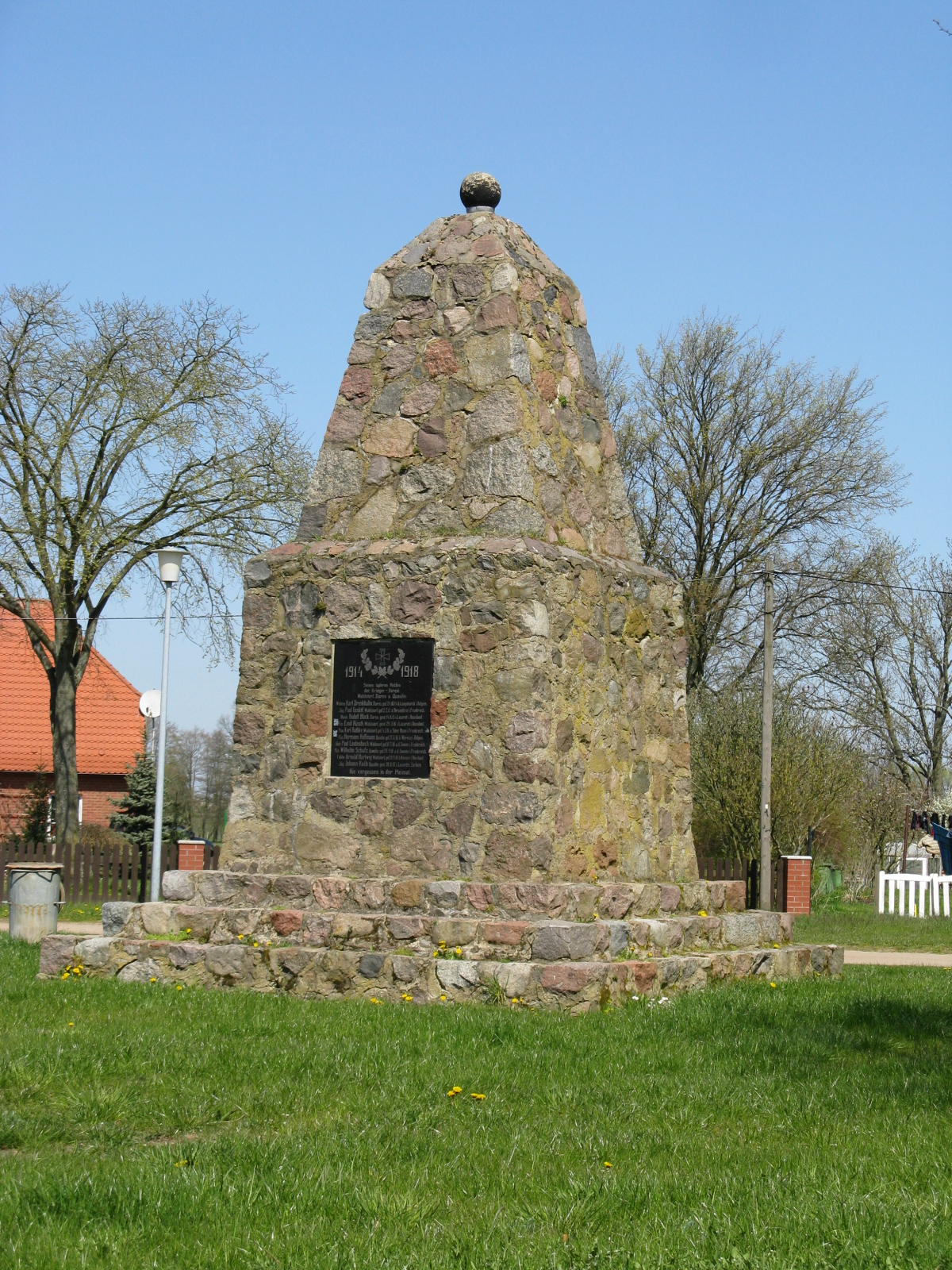
Oorlogsmonument (1914–18) in Wahlstorf
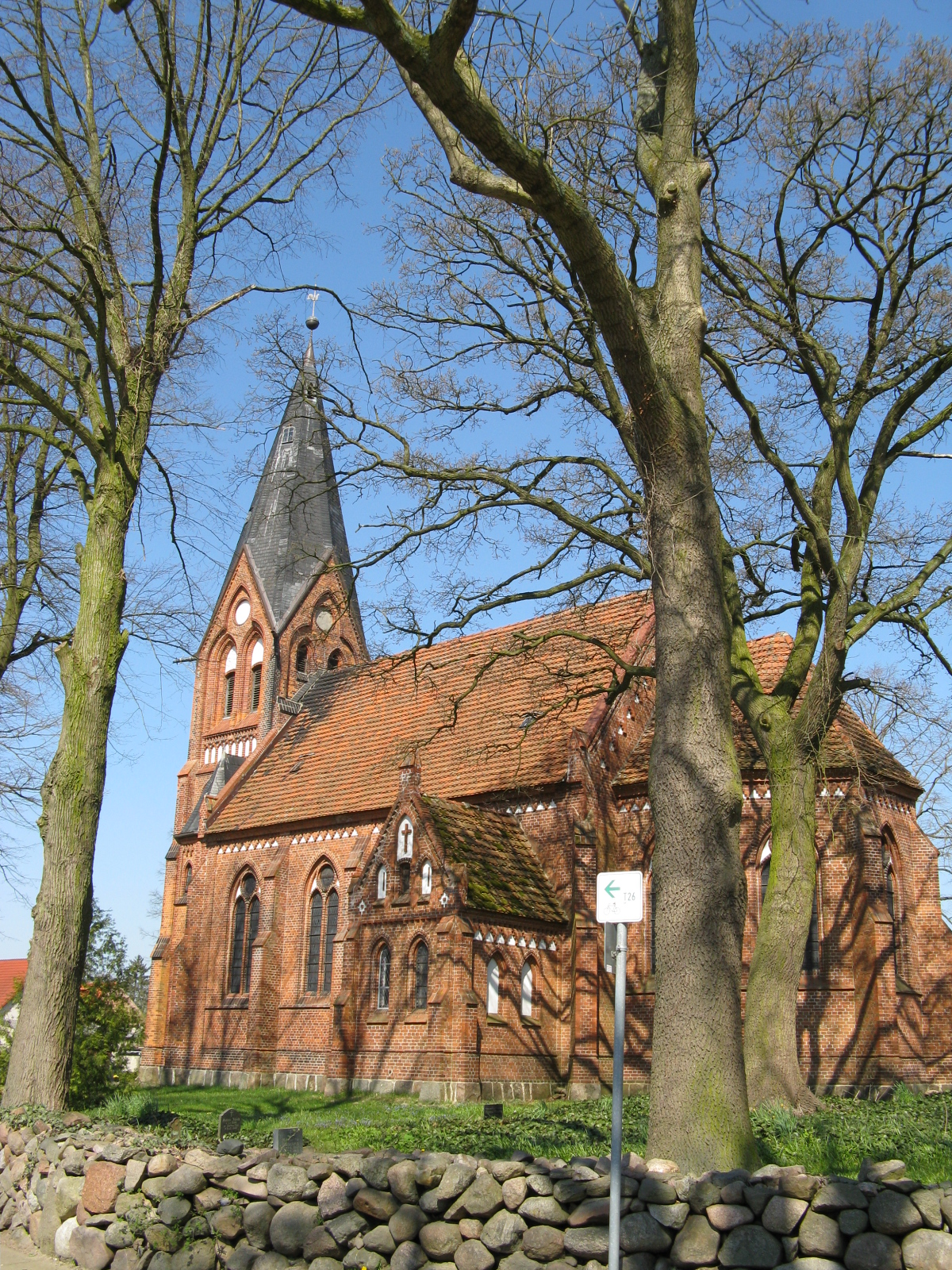
Dorpskerk Vietlübbe